# Sasvár-Morvaőr
Sasvár-Morvaőr (szlovákul Šaštín-Stráže) város Szlovákiában, a Nagyszombati kerület Szenicei járásában. Sasvár és Morvaőr községek egyesítésével jött létre.

## Fekvése
Szenicétől 18 km-re délnyugatra található.

## Nevének eredete
Sasvár neve a magyar sas és vár főnevek összetétele. A név egykori várára utal. Morvaőr neve onnan származik, hogy a Morva közelében fekvő település egykor a székely határőrvidékhez tartozott.

## Története
Sasvár az egykori, 1323-ban említett Sasvár megye székhelye, székely határőrvidék központja. Vára a Morva melletti határvédelem része volt, helyette később reneszánsz várkastély épült. 1287-ben Albert osztrák herceg foglalta el, de III. András magyar király 1291-ben visszavette. A 13. század végén és a 14. század elején a Pázmány családé, majd a Szentgyörgyi és Bazini grófoké volt. 1392-től Beckó várának ura, Stíbor birtokolta, majd halála után az egész uradalommal együtt a Czobor családé lett. A 16. század második felétől a Czoborok mellett a Révay és Bakics családok voltak birtokosok a községben. Sasvárt a hadak továbbra sem kerülték el. 1605-ben csata dúlt a határában. 1685-ben pestis pusztított, melyben sokan meghaltak. 1705-ben nagy csata zajlott itt Rákóczi serege és a császári csapatok között, melyben 700-an estek el. 1831-ben kolera pusztított, mely ismét sok áldozatot szedett.
Volt pálos temploma híres búcsújáróhely. Kegyszobrát 1564-ben Czobor Imre neje készíttette hálából, amiért házsártos férje a Szűzanya segítségével megszelídült. A szobrot a csodás esemény helyén állíttatta fel, majd kápolnát is építtetett föléje. A későbbiekben a szobornál több csoda is történt, melyeket kivizsgáltatva Esterházy Imre hercegprímás 1732-ben a szentélyt kegyhellyé nyilvánította. 1733-ban pálosok telepedtek ide, s egy nagyméretű templomot és kolostort építettek. Az építkezést a hely kegyuraiként az uralkodópár jelentős összegekkel és adományokkal támogatta. (Lotaringiai Ferenc 1736-ban megvásárolta Czobor Józseftől a holicsi és a sasvári uradalmat, ahol rendszeresen szervezett nagyszabású vadászatokat.) A szobrot 1762-ben vitték át a régi kápolnából az újonnan felépült templomba, ahol azt a Mária Terézia által adományozott főoltáron helyezték el. Az ünnepségen Mária Terézia és férje, Lotaringiai Ferenc is jelen voltak. Ma Sasvár a szlovákok nemzeti kegyhelyeként ismert.
1736-ban Lotaringiai Ferenc és Mária Terézia lett az uradalom birtokosa és ez nagy fellendülést hozott a településnek. 1736 és 1848 között Sasváron textil manufaktúra, majd 1743 és 1890 között cukorgyár is működött. A vasútvonal 1897-ben épült meg és Nagyszombattal kötötte össze a települést. A várost 1902. szeptember 12-én I. Ferenc József is meglátogatta és megtekintette a búcsúját ünneplő híres kegytemplomot is.
Morvaőr a 13. században már létezett. 1287-ben Albert osztrák hercegé volt, akitől 1291-ben III. András visszaszerezte. Ezután a Hont-Pázmány nemzetségé és a tőlük származó Bazini és Szentgyörgyi grófoké. Morvaőrt írott forrásban 1392-ben Ewr néven említik először, amikor Luxemburgi Zsigmond más birtokokkal együtt a lengyel Stiboric Stíbornak adja. A település fontosságát igazolja, hogy itt vezetett át a Nagyszombatból Prágába menő út. A Stíbor család kihaltával, 1435-ben a Czoborok zálogbirtoka lett. A 16. század második felében a Czoborok mellett a Révayak és a Bakicsok birtokosok a településen. Ekkor délről a török elől menekülő magyarok és a Morván túlról habánok költöztek a településre. Később ezek a népek beolvadtak a környező szlovákságba. 1605-ben a közelében ütköztek meg Bocskai István hajdúi a császári csapatokkal. A visszavonuló császáriak felgyújtották a települést. A török is kétszer égette fel Morvaőrt. 1620-ban pestis pusztított. 1703-ban Károlyi Sándor kuruc serege foglalta el. 1749 és 1762 között Mária Terézia férjének, Lotaringiai Ferenc császárnak a birtoka volt és később is királyi birtok maradt. 1831-ben kolerajárvány pusztította lakosságát, 1876-ban pedig árvíz öntötte el. 1886-ban nagy tűzvész pusztított.
A trianoni békeszerződésig mindkét település Nyitra vármegye Szenicei járásához tartozott. Ma Sasvár Morvaőrrel együtt képezi Šaštín-Stráže községet.

## Népessége
| Év:            | 1994. | 2004.   | 2014.   | 2024.   |
| -------------- | ----- | ------- | ------- | ------- |
| Emberek száma: | 4824  | 5039    | 5140    | 4851    |
| Eltérés:       |       | +4,45 % | +2,00 % | -5,62 % |

| Év:            | 2023. | 2024.   |
| -------------- | ----- | ------- |
| Emberek száma: | 4883  | 4851    |
| Eltérés:       |       | -0,65 % |

1910-ben Sasvárnak 2433, Morvaőrnek 1453 túlnyomórészt szlovák anyanyelvű lakosa volt.
2001-ben 5005 lakosából 4777 szlovák, 103 cigány, 75 cseh volt.
2011-ben 5107 lakosából 4750 szlovák, 41 cseh és 24 cigány volt.
2021-ben 4979 lakosából 5 (+2) magyar, 96 (+35) cigány, 2 (+2) ruszin, 4680 (+19) szlovák, 69 (+8) egyéb és 127 ismeretlen nemzetiségű volt.

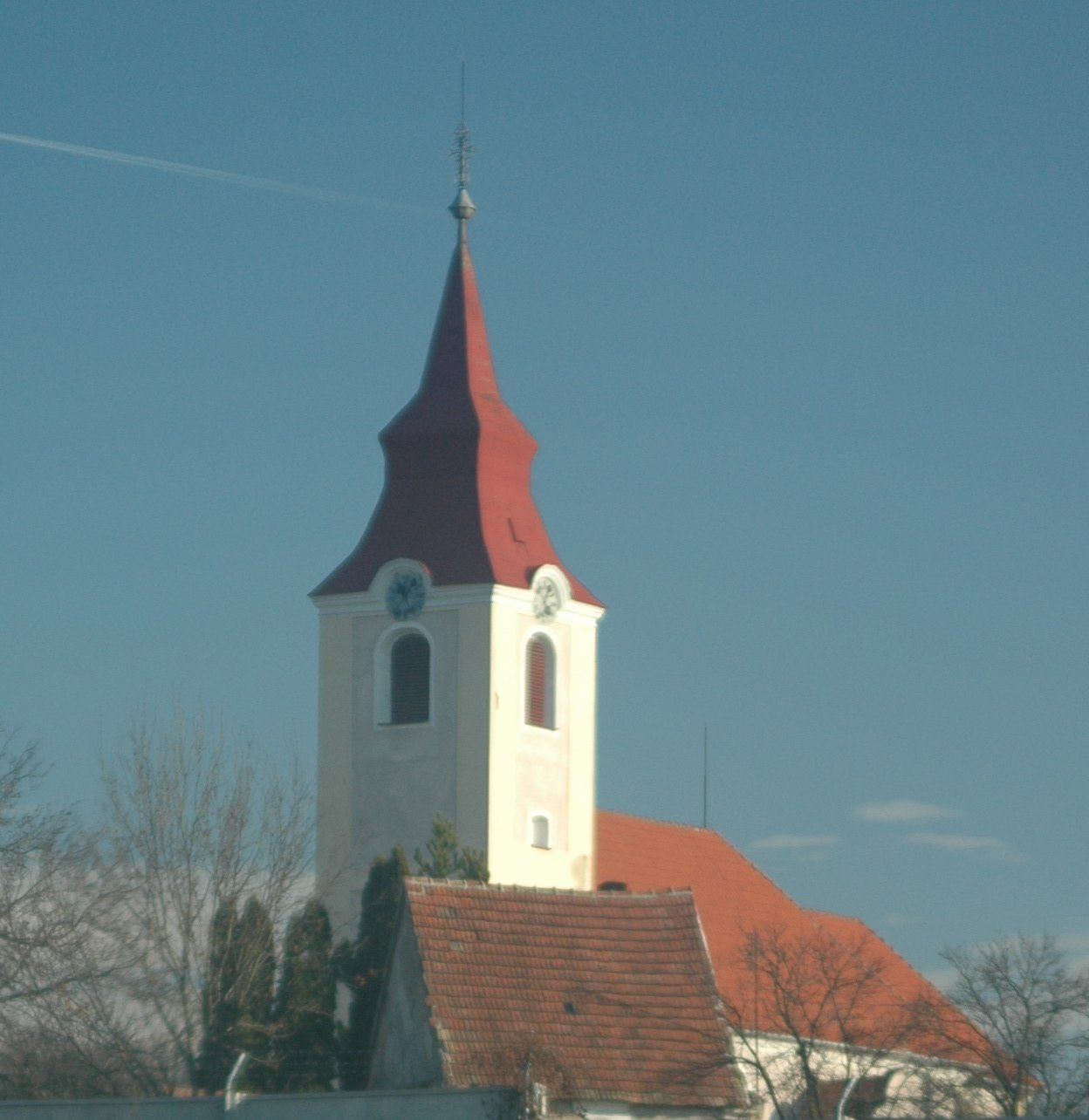
Morvaőr temploma

## Neves személyek
- Itt született 1946-ban Jana Kocianová szlovák énekesnő.
- Sasváron születhetett Eisenstatt Majer rabbi.
- Sasváron született 1813-ban Stech Alajos magyar festő, házfőnök, pedagógus, gimnáziumi igazgató.
- Sasváron született 1819-ben Langer János zeneszerző, énekes, karnagy, tanár.
- Sasváron született Szemes Mari (1932-1988) magyar színésznő.

## Nevezetességei
- Sasvár kéttornyos, hosszházas kegytemploma Vépi Máté pálos szerzetes építész tervei szerint épült fel 1734 és 1786 között. 1762-ben szentelték fel. A mennyezeti freskókat a lotaringiai származású bécsi udvari festő, Jean Joseph Chamant festette (1754-57), a mellékoltárképek Johann Lucas Kracker és Joseph Ignaz Mildorfer művei. A főhajó 13 m széles. A templom déli részét és a kolostort árkádfolyosó köti össze. A kolostor három szárnyú épülete a negyedik oldalról a bazilikában végződik. VI. Pál pápától a Hétfájdalmú Szűz Mária-templom 1964-ben bazilika minor rangot kapott.
- Sasvár eredetileg gótikus stílusban épített, majd 1685-ben átépített temploma.
- A sasvári klasszicista kálvária 1798-ban épült.
- A sasvári zsinagóga a 19. század második felében épült.
- A sasvári Szentháromság-oszlop a 18. században készült.
- A sasvári egykori reneszánsz-barokk kastély a 17. század első felében épült, a 18. században textilüzemmé, majd az 1870-es években cukorgyárrá építették át.
- Morvaőr római katolikus temploma 1739-ben épült, a 19. század első felében átépítették.

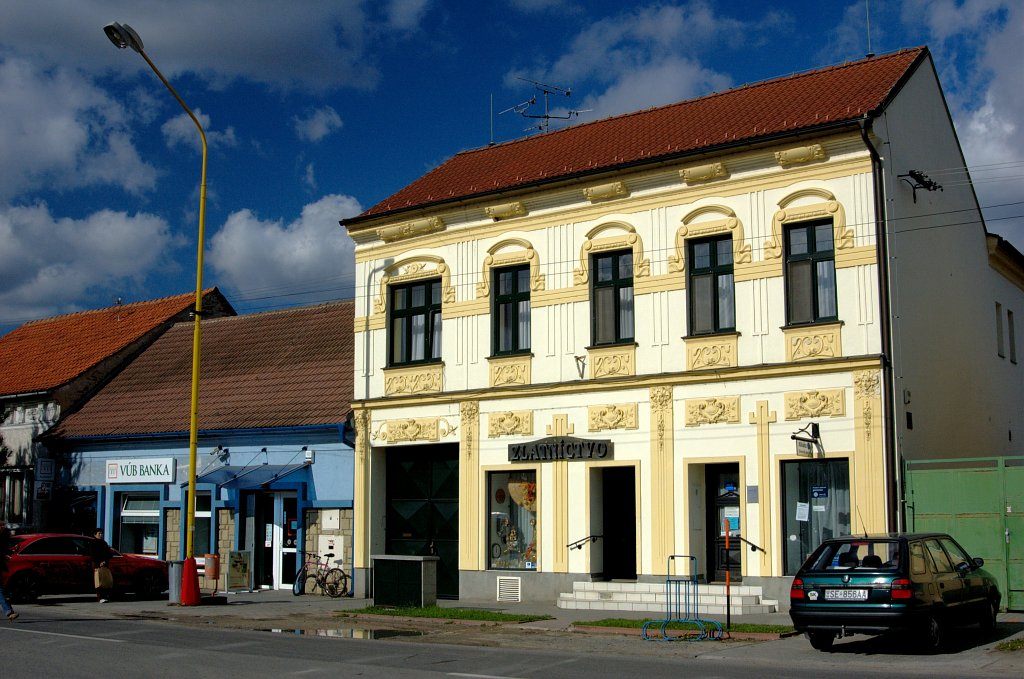
A sasvári Felszabadulás tér